# Benatae (ort)
Benatae är en ort i Spanien.   Den ligger i provinsen Provincia de Jaén och regionen Andalusien, i den centrala delen av landet, 250 km söder om huvudstaden Madrid. Benatae ligger 579 meter över havet och antalet invånare är 591.
Terrängen runt Benatae är huvudsakligen kuperad, men åt sydväst är den platt. Runt Benatae är det ganska glesbefolkat, med 22 invånare per kvadratkilometer. Närmaste större samhälle är Campiña, 13,9 km öster om Benatae. Trakten runt Benatae består till största delen av jordbruksmark.